# Palamedes de Eno
Palamedes Gattilusio (Mitilene, c. 1389-1455) fue un noble italiano que fue señor de Eno desde 1409 hasta su muerte.

## Biografía
Palamedes provenía de la respetada familia genovesa de Gattilusio y era el cuarto hijo de Francesco II Gattilusio, arconte de Lesbos y su esposa, una princesa bizantina cuyo nombre se desconoce.
Dado que el matrimonio de Niccolò Gattilusio, el primer señor de Eno, no tenía ascendencia masculina, a su muerte Palamedes, que era hijo de su hermano Francesco, fue nombrado nuevo señor. Posteriormente Palamedes también recibió la isla de Samotracia como feudo del emperador bizantino Juan VIII Paleólogo y la de Imbros de Constantino XI Paleólogo.
Palamedes se interesó especialmente por la historia y las artes de la Antigua Grecia: recopiló epígrafes y obras de arte con las que decoraba los edificios, tema de intensa actividad constructiva. También logró organizar importantes bodas para sus cuatro hijas con miembros de la nobleza genovesa.
Palamedes construyó una poderosa flota en sus dominios, con la que participó en la lucha contra los otomanos junto al Imperio bizantino y la República de Génova. Después de la caída de Constantinopla en 1453, Palamedes no resistió la presión otomana y se convirtió en un tributario del sultán Mehmed II.
Dado que el hijo mayor de Palamedes, Giorgio, había muerto en 1449, el señorío de Eno en 1455 pasó brevemente a su hijo menor Dorino.

## Descendencia
Se casó con una mujer llamada Valentina y tuvo seis hijos:
- Giorgio Gattilusio (fallecido en 1449), casado con Helena Notara, hija de Lucas Notaras.[4]
- Dorino II Gattilusio.[5]
- Caterina Gattilusio, casada con Marino Doria.[6]
- Ginevra Gattilusio (fallecida poco después del 3 de mayo de 1489), se casó con Ludovico di Campofregoso, dux de Génova (fallecido 1498).[6]
- Constanza Gattilusio, casada con Gian Galeazzo Fregoso, hermano de Spinetta.
- Una hija que se casó con su primo Francesco III de Tasos, y no tuvo herederos.